# Broby Leeds
Broby Leeds (* 17. August 1994) ist ein US-amerikanischer Freestyle-Skier. Er startet in der Disziplin Halfpipe.

## Werdegang
Leeds debütierte im Dezember 2011 in Copper Mountain im Freestyle-Skiing-Weltcup und belegte dabei den 36. Platz. In der Saison 2011/12 siegte er bei der Gatorade FreeFlow Tour in Snowbasin und errang bei der US Revolution Tour in Otsego den dritten Platz in der Halfpipe und den zweiten Platz im Slopestyle. Im Jahr 2012 und 2013 wurde er US-amerikanischer Juniorenmeister in der Halfpipe. Bei den Juniorenweltmeisterschaften 2013 in Chiesa in Valmalenco holte er die Silbermedaille. In der Saison 2013/14 siegte er bei der US Revolution Tour in Sun Valley und bei den Rocky Mountain Freeski Championships in Snowmass. Im April 2014 wurde er US-amerikanischer Meister in der Halfpipe. Bei den Freestyle-Skiing-Weltmeisterschaften 2015 am Kreischberg wurde er Vierter. Im Februar 2015 holte er bei der Winter-Universiade in Sierra Nevada die Silbermedaille im Slopestyle. In der Saison 2015/16 erreichte er mit zwei Top-Zehn-Platzierungen den fünften Platz im Halfpipe-Weltcup. Im Januar 2016 triumphierte er bei den Rocky Mountain Freeski Championships in Vail. Im folgenden Monat kam er bei den Aspen Snowmass Freeski Open auf den zweiten Platz. Bei den X-Games Oslo 2016 wurde er Zehnter und bei den Winter-X-Games 2017 in Aspen Siebter.